# Antoine Blatin (1841-1911)
Pour les articles homonymes, voir Antoine Blatin et Blatin.
Jean-Baptiste-Antoine Blatin, né le 1er août 1841 à Clermont-Ferrand et mort le 15 octobre 1911 à Paris, est un homme politique français. Il a été maire de Clermont-Ferrand de 1884 à 1889, et député du Puy-de-Dôme de 1885 à 1889. Il était le petit-neveu d'Antoine Blatin, maire de Clermont-Ferrand de 1885 à 1889. Franc-maçon, il est grand-maître du Grand Orient de France en 1894 et 1895.

## Biographie
Après des études de médecine à Paris Il est nommé professeur à l’École de médecine de Clermont-Ferrand et médecin à l'hôpital général de Clermont-Ferrand. Il est élu maire en 1884 puis député du Puy-de Dôme de 1885 à 1889. Sa carrière politique est arrêtée par le mouvement boulangiste.
Antoine Blatin est initié le 14 décembre 1864 à Paris au sein de la loge « L'Avenir » du Grand Orient de France (GODF). Sa carrière maçonnique en fait une personnalité politique de la IIIe République, parmi les plus représentatifs de la franc-maçonnerie de cette période. Il refonde en 1882, la loge locale « Les enfants de Gergovie » dont il devient vénérable maître. Il est officier en tant qu'orateur du convent de 1883. En 1884, il fait inscrire dans l'article premier de la constitution du GODF le troisième paragraphe. Celui-ci étant toujours en vigueur en 2017, précise le domaine privé des croyances que chacun des membres peut avoir.

« Considérant les conceptions métaphysique comme étant du domaine exclusif de l’appréciation individuelle de ses membres, elle [la franc-maçonnerie] se refuse à toute affirmation dogmatique. »

Antoine Blatin est réélu plusieurs fois au conseil de l'ordre, il remplace en tant que grand maître Henri Thulié malade et assure la charge de direction du Grand Orient en 1894 et 1895. Il est l'auteur de nombreux rituels, pour pompe funèbre, tenue blanche, d'adoption ou de reconnaissance conjugale, ainsi que d'une brochure sur le droit des minorités électorales. Il préside le convent de 1898, qui prend position à l'unanimité en faveur du capitaine Dreyfus. Il devient en 1901 Grand Commandeur du Grand Collège des Rites écossais.
Il meurt le 15 octobre 1911 à Paris. Initiateur de la loi du 15 novembre 1887 sur la liberté des funérailles, qui autorise la crémation, il est incinéré au cimetière du Père-Lachaise.

## Mandats
- Maire de Clermont-Ferrand (1884-1885)
- Député du Puy-de-Dôme de (1885-1889)

## Distinction
- Chevalier de la Légion d'honneur (12 juillet 1884)